# Eleições gerais em São Cristóvão e Neves em 2020
As eleições gerais de São Cristóvão e Neves de 2020 foram realizadas na sexta-feira, 5 de junho. A coalizão governante, Team Unity consistindo do PAM, CCM e PLP, obteve uma vitória esmagadora com nove dos onze deputados eleitos diretamente.

## Sistema eleitoral
Onze dos quinze assentos na Assembleia Nacional são eleitos, com os outros quatro membros nomeados pelo Governador-Geral em algum momento após as eleições. Os onze assentos eleitos são eleitos em constituintes de um único membro usando votação plural.